# 粉叶黄毛草莓
粉叶黄毛草莓（学名：Fragaria nilgerrensis var. mairei）为蔷薇科草莓属下的一个变种。

## 扩展阅读
- 維基物種上的相關：粉叶黄毛草莓